# Идель-Урал (легион)

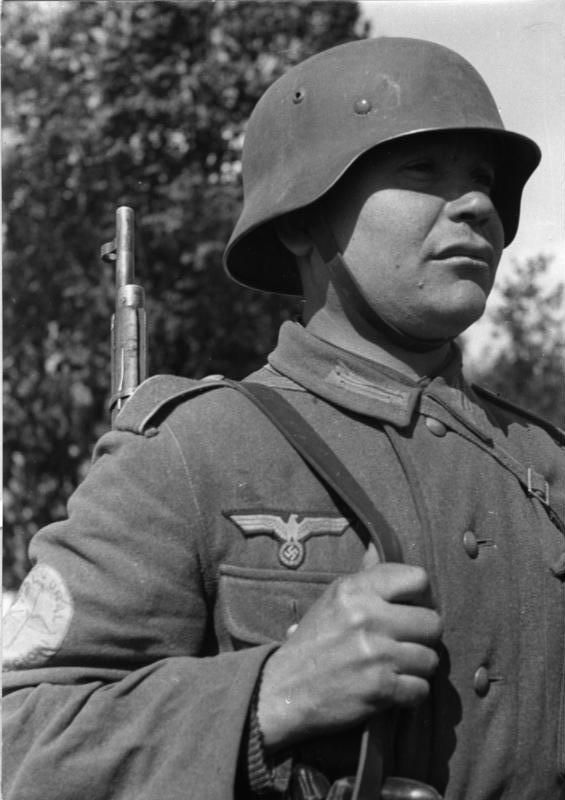
Солдат легиона в форме вермахта.

Волжско-татарский легион (нем. Wolgatatarische Legion), легион «Идель-Урал» (нем. Legion Idel-Ural, тат. Идел-Урал Легионы, İdel-Ural Legionı) — подразделение вермахта, а позже и Войск СС, состоявшее из представителей поволжских народов: татар, чувашей, башкир, марийцев, мордвы, удмуртов. Организационно подчинялся Штабу командования восточными легионами (нем. Kommando der Ostlegionen).
Волжско-татарские легионеры входили в состав 7 усиленных полевых батальонов (около 40 тыс. чел.).

## Описание

### Идеологическая основа
Формальной идеологической основой легиона была борьба с большевизмом и евреями, при этом немецкой стороной сознательно распространялись слухи о возможном создании Идель-Уральской Республики. Ведущую роль в идеологической подготовке легионеров играли эмигранты — члены национальных комитетов, образованных под эгидой министерства оккупированных восточных территорий. Особой популярностью среди них пользовались видные деятели национальных движений периода 1918—1920 годов, такие как Шафи Алмас. Лагеря легионеров-мусульман неоднократно посещал Иерусалимский муфтий Хадж Амин эль-Хуссейни, выступавший с призывами к священной войне против «неверных» в союзе с Германией. В мусульманских легионах были введены должности мулл, которые иногда совмещали религиозные функции с командирскими, являясь одновременно командирами взводов. Военная и политическая подготовка солдат завершалась коллективной присягой Гитлеру и вручением флага. Газета «Утро Кавказа» в 1942 г. напечатала заявление легионеров-татар о том, что «пока не будет уничтожен враг Новой России — большевизм», они не сложат оружия. Так же необходимо отметить, что у легиона Идель-Урал был свой собственный марш. Перед всеми мероприятиями всегда проигрывался «Марш Тукая» Яруллина Загидуллы . Читались суры из Корана.

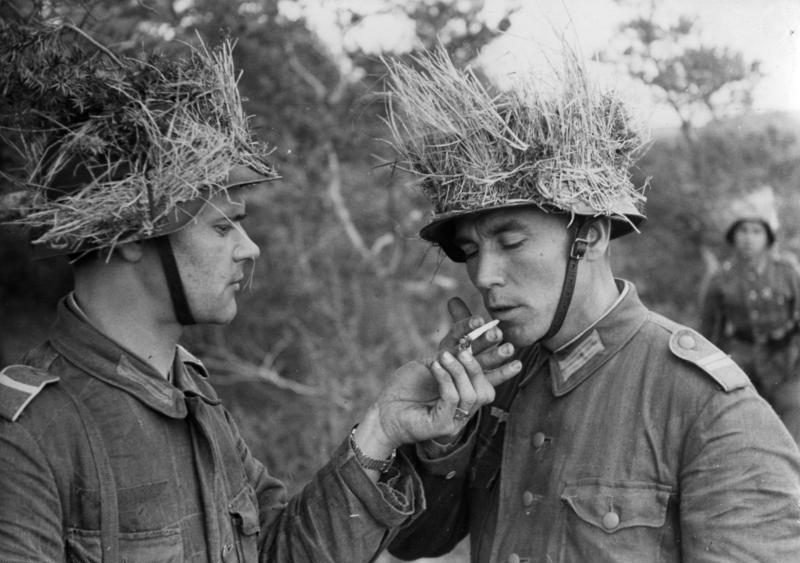
Татары в составе вермахта.

Вывод русских ученых о том, что «в этом курултае не принимали участие высшие немецкие чины», что «немцы не обещали татарам государства», что «даже в случае победы татарам не на что было рассчитывать», не соответствуют действительности. На курултае Идель-Урал присутствовали и выступали с докладами и немецкие генералы и ученые. Так например, один из командиров легиона генерал-майор фон Хейгендорф в своем выступлении говорит о немецко-татарской дружбе на все времена, что только в совместной борьбе можно будет победить большевиков, и что татары рано или поздно обретут независимость: «Я верю, что этот курултай укрепит германо-татарскую дружбу, совместные проекты, что вновь созданный союз национальной борьбы вдохнет воинственный дух в татарских легионеров. Но не стоит забывать, что только при победе Германии татарский народ ждет счастливое будущее, — говорил он в своем выступлении. — После этого нашим друзьям с Идель-Урала предоставится возможность возвращения на свою родину, к своим семьям, освобожденным, с помощью военной мощи Германии, от ига большевизма. Сейчас, во время войны мы, как братья, стоим плечом к плечу, но и, когда закончится война, дружба между Германией и татарским народом будет продолжаться».

### Символика
Волжско-татарский легион использовал три варианта нашивки, одна представляла собой комбинацию голубого и зелёного цветов (предположительно, означающих отношение к тюркским и исламским народам) со скрещенным кинжалом и стрелой, во втором варианте вместо скрещенного кинжала и стрелы использовались скрещенные мечи и вертикальная стрела посередине, третья выглядела как серый овал с жёлтой каймой. В центре эмблемы находился свод с вертикальной стрелой. Сверху желтыми буквами было написано Idel-Ural, а внизу — Tatar Legionı. Круглые кокарды на головных уборах имели такую же комбинацию цветов, что и нашивки.

Одна из нашивок Волго-татарского легиона

## История

### Логика создания
Неудача блицкрига в 1941—1942 года, сопровождавшаяся большими потерями в немецких частях, заставила германское командование приступить к формированию ряда инонациональных частей («легионов») из советских военнопленных. Этим преследовалась цель заменить немецких солдат в тылу и на фронте, поскольку в вермахте обнаружилась острая нехватка живой силы.
Приказ ОКХ о создании Волго-татарского легиона был подписан 15 августа 1942 года. Практические работы по его формированию начались в Едлино (Польша) 21 августа 1942 года.
Прибывавшие из лагерей военнопленных будущие легионеры уже в подготовительных лагерях разбивались по ротам, взводам и отделениям и приступали к обучению, включавшему на первом этапе общефизическую и строевую подготовку, а также усвоение немецких команд и уставов. Строевые занятия проводились немецкими командирами рот с помощью переводчиков, а также командирами отделений и взводов из числа легионеров, прошедших двухнедельную подготовку на унтер-офицерских курсах. По завершении начального курса обучения новобранцы переводились в батальоны, где получали стандартное обмундирование, снаряжение и вооружение и переходили к тактической подготовке и изучению материальной части оружия.
Кроме 7 полевых батальонов, из военнопленных — уроженцев Поволжья и Урала за время войны формировались строительные, железнодорожные, транспортные и прочие вспомогательные подразделения, обслуживавшие германскую армию, но не принимавших непосредственного участия в боевых действиях. В их числе были 15 волжско-татарских отдельных рот.

### Организационная структура полевых батальонов, участие в боевых действиях

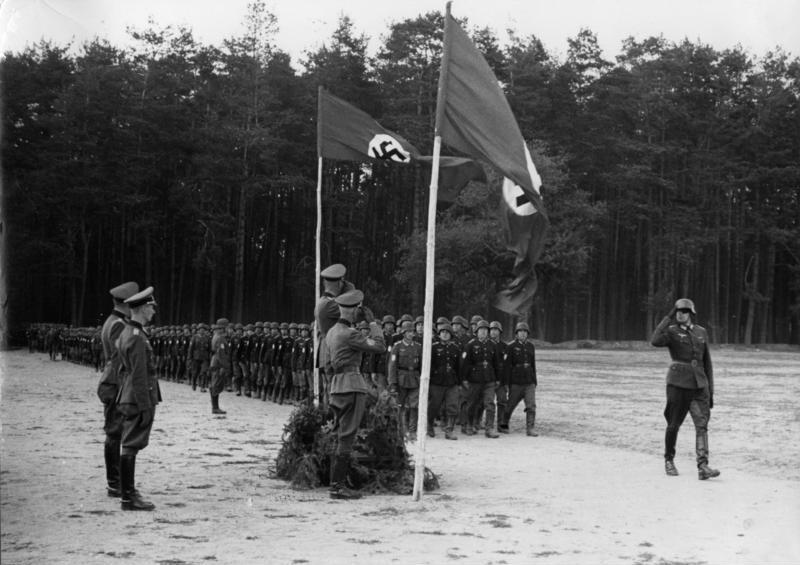
Прохождение торжественным маршем

В начале 1943 года во «второй волне» полевых батальонов восточных легионов были отправлены в войска 3 волжско-татарских (825, 826 и 827-й), а во второй половине 1943-го — «третья волна» — 4 волжско-татарских (с 828-го по 831-й).
Каждый полевой батальон имел в своем составе 3 стрелковые, пулемётную и штабную роты по 130—200 человек в каждой; в стрелковой роте — 3 стрелковых и пулемётный взводы, в штабной — взводы противотанковый, миномётный, саперный и связи. Общая численность батальона составляла 800—1000 солдат и офицеров, в том числе до 60 человек германского кадрового персонала (Rahmenpersonal): 4 офицера, 1 чиновник, 32 унтер-офицера и 23 рядовых. У немецких командиров батальонов и рот были заместители из числа представителей национальности легионеров. Командный состав ниже ротного звена был исключительно национальным. На вооружении батальона имелись 3 противотанковые пушки (45-мм), 15 легких и тяжелых миномётов, 52 ручных и станковых пулемёта, винтовки и автоматы (в основном, трофейные советские).
В конце 1943 года батальоны были переведены в Южную Францию и размещены в г. Манд (армянский, азербайджанский и 829-й волжско-татарский батальоны). 826-й и 827-й волжско-татарские были разоружены немцами из-за нежелания солдат идти в бой и многочисленных случаев дезертирства и преобразованы в дорожно-строительные части. 831-й волжско-татарский батальон был в числе выделенных из состава вермахта в конце 1943 года для формирования полка в составе войск СС под командованием кадрового разведчика майора Майера-Мадера.
831 батальон после перевода в войска СС Участвовал в антипартизанских действиях в Белоруссии и Словакии, а также в подавлении Варшавского восстания.

### Курултай народов Идель-Урала в марте 1944 года
4-5 марта 1944 г. в Грайфсвальде состоялся «Курултай народов Идель-Урала».Надо отметить, что в татарской печати больше почти не было публикаций об этом курултае. А ведь на нем поднимались очень важные темы, такие как политика, военное дело, религия, финансы но ключевой темой была независимость Идель-Урала были приняты серьезные решения по созданию Татарского государства в послевоенном Германском мире, чувствовалась профессиональная организационная подготовка, перед каждым выступлением играл «Марш Тукая». Но самое главное — на этом курултае татарские легионеры и иммигранты провозгласили образование независимого татарского государства Идель-Урал.

### Подпольная антифашистская организация в легионе
Ещё с конца 1942 года в легионе действовала подпольная организация, ставившая своей целью внутреннее идейное разложение легиона. Подпольщики печатали антифашистские листовки, распространявшиеся среди легионеров.
За участие в подпольной организации 25 августа 1944 года в военной тюрьме Плётцензее в Берлине были гильотинированы 11 легионеров-татар: Гайнан Курмашев, Муса Джалиль, Абдулла Алиш, Фуат Сайфульмулюков, Фуат Булатов, Гариф Шабаев, Ахмет Симаев, Абдулла Батталов, Зиннат Хасанов, Ахат Атнашев и Салим Бухаров.

### Судьба батальонов легиона[1]
В татарском энциклопедическом словаре говорится, что в легионе Идель-Урал было 7 военных батальонов, что легионеры были отправлены на борьбу с партизанами в Европу, Белоруссию и Украину, где большинство из них якобы перешло на сторону партизан и начало воевать против Германии. Однако на деле большинство тюрко-татарских легионеров воевало на стороне Германии до окончания войны. Все они были задействованы в военных операциях на территории Бельгии, Франции, Голландии, Польши, Украины и Белоруссии.
тем татарам, оставшимся на стороне ФРГ была оказана всяческая помощь, их архивы хранятся и по сей день, документы событий тех дней тщательно изучаются.

#### 825-й батальон
Начал создаваться в октябре-ноябре 1942 в Едльне (Генерал-губернаторство) и насчитывал до 900 человек. Командиром назначен майор Цек. 14 февраля 1943 батальон торжественно был отправлен на фронт и 18 февраля прибыл в Витебск. Основная часть батальона была дислоцирована в деревне Гралево на левом берегу Западной Двины.
Уже 21 февраля представители легионеров, действуя по поручению подпольной организации в легионе, связались с партизанами и договорились об общем восстании батальона в 23:00 22 февраля. Несмотря на то, что немцам стало известно о планах легионеров, и они за час до восстания провели аресты, схватив руководителей восстания, всё же под руководством Хусаина Мухамедова около 500—600 легионеров с оружием в руках и с большим количеством снаряжения перешли на сторону партизан. Бежать не удалось только 2 взводам батальона (их не успели известить) и арестованным легионерам. Оставшихся легионеров срочно отвели в тыл и приписали к другим подразделениям.

#### 826-й батальон
Сформирован 15 января 1943 года. Командир — капитан Шермули. После восстания 825-го батальона, 826-й был переведён в Голландию, где нёс охранную работу и привлекался к другим работам. Организационно он причислялся к различным подразделениям вермахта.

#### 827-й батальон
Создан 10 февраля 1943 года в Едлино. Командир — капитан Прам. 22 июня 1943 находился в г. Дрогобыч на Западе Украины для действий против украинских партизан. Как отмечается, присутствие здесь легионеров только усилило партизан, к которым массово бежали солдаты батальона. В июле 1943 г. в 827-м батальоне было подготовлено восстание во главе со старшим лейтенантом Мифтаховым. К партизанам перешли два взвода штабной охраны, позднее Мифтахов был схвачен немцами и казнён. По заверениям исследователей, чтобы устрашить всех легионеров, немцы привязали Мифтахова к двум согнутым деревьям, которые, будучи отпущены, разорвали тело героя надвое.
Но побеги легионеров продолжались, и батальон был снят с боевых действий и переведён во Францию. Там он тоже оставался крайне ненадёжным для немцев подразделением: командиры и легионеры часто бежали к местным партизанам. К боевым действиям батальон не привлекался, последний раз упоминался 10 марта 1945 года.

#### 828-й батальон
828-й батальон создавался в период с 1 апреля 1943 и был сформирован 1 июня 1943 в Едлино аналогично предыдущим. Командир батальона — капитан Гаумиц. Батальон находился в Едлино вплоть до 1 сентября 1943, а 28 сентября 1943 был отправлен на Запад Украины взамен ненадёжного 827-го батальона.

#### 829-й батальон
Создан 24 августа 1943 и на 1 сентября 1943 насчитывал 874 человека. Командиром батальона являлся капитан Рауш. Довольно долгое время располагался в Едлино, но затем в феврале 1944 г. также был перемещён на Запад Украины где использовался против партизан.

#### 830-й батальон
Формировался приблизительно в августе-октябре 1944 г. 4 декабря 1943 830-й батальон из Едлино был переведён в населённый пункт Конски, где и пребывал до конца февраля 1944. 830-й батальон нёс охранную службу в разных населённых пунктах Западной Украины и Восточной Польши. Далее батальон использовался как строительно-сапёрное подразделение.

#### 831-й батальон
Был сформирован осенью 1943 в Едлино. Обеспечивал охрану лагеря легиона «Идель-Урал». Был передан из состава вермахта в конце 1943 г. в состав войск СС. (нем. Waffen-Gruppe d. SS «Idel-Ural»). Участвовал в антипартизанских действиях в Белоруссии и Словакии, а также в подавлении Варшавского восстания. Возможно были задействованы в военных операциях в Бельгии, Франции, Голландии, Польши и Украины.

#### 832-834-й батальоны
Об этих батальонах встречаются упоминания, но в действительности они так и не были сформированы.